# インディアナ大学ブルーミントン校
インディアナ大学ブルーミントン校（インディアナだいがくブルーミントンこう、英語: Indiana University Bloomington、略称: IU、IUB）は、アメリカ合衆国インディアナ州ブルーミントンに本部を置く州立大学。インディアナ大学システムの旗艦校で、単に「インディアナ大学」と言う場合は一般的に本校を指す。

## 概要
1820年創立のアメリカ合衆国中西部における名門州立大学。全米において優秀な研究機関並びに教育機関を有する一流校のみが加盟を許されるアメリカ大学協会の会員である。

## 沿革
インディアナ大学は、全米で最も歴史のある州立大学のひとつであり、1816年に州法により州教育機関システム設立の方針決定が行われ、1820年にインディアナ州によって神学校として設立された。
1823年には最初の教授が採用され、1824年に最初の講義が行われ、1830年に最初の卒業生を送り出した。1838年に現校名のインディアナ大学（Indiana University）となった。1850年代には学生数が100人を超え、教授陣も7人を擁する規模となった。
また、男女機会均等の観点から全米で最も古く女性を受け入れた大学の一つであり、1867年には初めて女学生（サラ・モリソン）を受け入れた。モリソンは1873年に同校初の女性教授となった。

## スポーツ
インディアナ大学ブルーミントン校のスポーツチームはフージャーズ（Hoosiers）と呼ばれている。フージャーズとは「インディアナ州の住民」の意味で、インディアナ州民のニックネームである。全米大学スポーツの激戦区であるビッグ・テン・カンファレンスに所属し（1899年加盟）、バスケットボール、サッカー、アメリカンフットボール、競泳などが盛んである。特に、男子バスケットボールは名門チームで、全米学生王者のタイトルをUCLAの11回、ケンタッキー大学の7回に次ぐ5回獲得している。